# Huracán de Cuba de 1910
El huracán de Cuba de 1910, popularmente conocido como el ciclón de los Cinco Días, fue un ciclón tropical destructivo e inusual que asoló Cuba y los Estados Unidos en octubre de 1910. Se formó al sur caribeño el 9 de octubre y se intensificó mientras se movía hacia el noroeste, convirtiéndose en un huracán el 12 de octubre. Después de cruzar la parte occidental de la isla de Cuba, llegó a su máxima intensidad el 16 de octubre, día en que llegó a la categoría 4 en la escala de huracanes de Saffir-Simpson. Se movió en un círculo en sentido antihorario y llegó de nuevo a Cuba. Entonces siguió hacia Florida, tocando tierra cerca del cabo Romano. Después de moverse a través del estado, llegó a la costa del sudeste de los Estados Unidos antes de disiparse en mar abierto.
Debido a su bucle inusual, los informes iniciales afirmaban que se trataba de dos tormentas separadas que se desarrollaron y tocaron tierra en una rápida sucesión. Su recorrido fue objeto de un gran debate en la época hasta que finalmente se identificó como una única tormenta. El análisis del acontecimiento dio una mayor comprensión de este tipo de fenómenos meteorológicos.
La tormenta se considera una de las peores catástrofes naturales en la historia cubana. Hubo muchos daños materiales y miles de personas se quedaron sin casa. También tuvo un gran impacto en Florida, donde destruyó muchas viviendas y provocó inundaciones. Aunque el daño monetario total de la tormenta es desconocido, se estima que solo en La Habana los daños excedieron el millón de dólares y 250.000 en los Cayos de la Florida. Como mínimo hubo 100 muertos únicamente en suelo cubano.

## Historia meteorológica

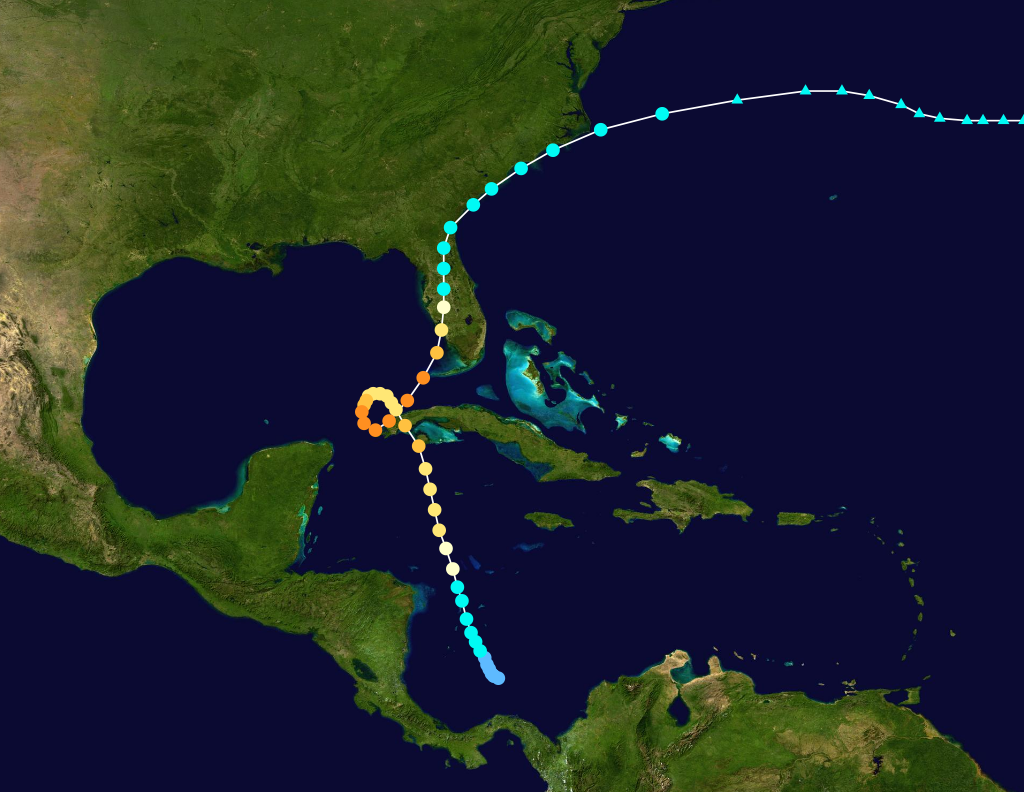
Trayectoria del ciclón tropical que atraviesa el mar Caribe, Cuba (donde completa una vuelta) y la península de Florida para acabar disipándose en el Atlántico.

El 9 de octubre se formó la quinta depresión tropical de la temporada de 1910 a partir de una perturbación tropical en el extremo sur del mar Caribe, al norte de Panamá. Siguió hacia el noroeste, y alcanzó la intensidad de tormenta tropical el 11 de octubre. Continuó reforzándose, y se convirtió en un huracán el día siguiente. La tormenta se observó al suroeste de Cuba el 13 de octubre. A primera hora del 14 de octubre, el huracán pasó a intensidad 4 en la escala de Saffir-Simpson antes de llegar a la punta occidental de Cuba. Aun así, se debilitó un poco después de cruzar la isla. A su salida al Golfo de México, el huracán se retardó considerablemente.
Conducida por corrientes desde un área de presión alta al norte, la tormenta inició un recorrido hacia el noroeste y rápidamente se dirigió sobre las aguas calientes del golfo. Ejecutó un bucle en sentido antihorario, y continuó creciendo. El 16 de octubre alcanzó vientos de 240 km/h con una presión barométrica mínima de 924 mbar. El huracán giró hacia el nordeste, acercándose de nuevo al oeste de Cuba, y se empezó a acelerar hacia la península de Florida el 17 de octubre. Su centro se aproximó hacia el oeste de Cayo Hueso (Key West) y tocó tierra en cabo Romano.  La tormenta se movió hacia el norte mientras se disipaba en forma de tormenta tropical. Desde el nordeste de Florida, el ciclón giró hacia el nordeste y tocó la costa del sudeste de los Estados Unidos antes de dirigirse a mar abierto. Se cree que la tormenta se disipó el 23 de octubre.
La tormenta fue inusual, puesto que debido a su bucle cerca de Cuba, los informes iniciales sugerían que eran de hecho dos ciclones separados. El Monthly Weather Review describió el acontecimiento como "perturbaciones múltiples" y afirmaron que el primer huracán se disipó en el centro del golfo de México después de cruzar Cuba, mientras que el segundo se formó posteriormente y golpeó Florida. En la época, el recorrido de la tormenta fue objeto de mucho debate. Fue identificado con posterioridad como una única tormenta, y las observaciones sobre el huracán condujeron a adelantos en la comprensión de este tipo particular de ciclones tropicales. El 19 de octubre The Washington Post escribió: 

Aún está por determinar si las dos tormentas que se han estado desencadenando en aguas cubanas durante la semana pasada, o bien si la misma tormenta ha revisitado Cuba, atravesando el sur de Florida en su recorrido. Si la última opción es la correcta, el giro de la tormenta, tras su entrada en el golfo de México, ha debido ser particularmente repentino y pronunciado.

## Impacto
El 15 de octubre todos los barcos dentro de un radio de unos 800 km de Cayo Hueso fueron advertidos de la tormenta que se aproximaba y muchos barcos se anclaron en puerto. Por toda la región, se emitieron avisos de la tormenta.

### Cuba
La tormenta dañó severamente Cuba, en lo que se considera que estuvo entre los peores efectos causados nunca por un ciclón tropical. Los vientos fuertes y las precipitaciones torrenciales inundaron calles, destruyeron cosechas y echaron a perder las plantaciones. En particular, la tormenta provocó daños sustanciales en las plantaciones de tabaco de la región de Vuelta Abajo. Muchas villas también sufrieron graves daños. La ciudad de Casilda fue devastada y la villa de Batabanó sufrió fuertes inundaciones. El huracán interrumpió las comunicaciones en las áreas de interior. Se cree que la mayoría de las fatalidades y daños materiales ocurrieron en la provincia de Pinar del Río.
The New York Times escribió que Cuba "había sufrido probablemente el desastre material más grande en toda su historia". Se informó de que miles de campesinos habían perdido la casa debido al ciclón. Las pérdidas en La Habana fueran también extensas; a lo largo de la costa, se encontraron encallados los restos de barcos con mercancías valiosas que se habían hundido. La tormenta también afectó bienes almacenados en muelles locales y barcazas. "Tremendas" olas golpearon la costa, provocando inundaciones. Numerosos barcos y pequeñas embarcaciones fueron destruidas por el ciclón. El mar inundó un área de aproximadamente 2,5 km² del litoral de La Habana. El muro del malecón se rompió, provocando la inundación de carreteras y viviendas de la línea marítima.
Se calcula que como mínimo murieron 100 personas, principalmente debido a desprendimentos de tierra, incluyendo cinco personas en La Habana. Aun así, algunos informes mencionan un número de hasta 700 víctimas. Las estimaciones iniciales de los daños financieros provocados por la tormenta eran de varios millones de dólares, incluyendo pérdidas de un millón en La Habana, en gran parte debido a la destrucción de oficinas aduaneras, llenas de muchos bienes valiosos. Algunos de estos edificios fueron desplazados hasta 800 metros de su lugar original, y los vientos destrozaron el techo del almacén principal. Una vez que el huracán había pasado por segunda vez, todavía se consideraba de forma mayoritaria que se trataba de dos tormentas diferentes y surgieron rumores de "la aproximación de una tercera tormenta", aunque durante 1910 no hubo ninguna otra.

### Holliswood
Una goleta de cuatro mástiles, el Holliswood, quedó atrapada por la tormenta en el golfo de México. El barco salió de Nueva Orleans el 1 de octubre, con un cargamento de madera de ciprés. La tripulación combatió la tormenta durante días y finalmente cortaron los mástiles para evitar volcar. El barco inundado se vio desviado varios kilómetros de su recorrido. En palabras del propietario del barco, Paul Mangold:

El miércoles 12 tuvimos noticias del huracán por primera vez. Avanzamos con las velas medio plegadas. A principios del sábado nos encontramos con la tormenta en todo su esplendor. Rápidamente arriamos las velas y atravesamos el huracán con los palos desnudos. El viento hacía círculos a nuestro alrededor a veces a una velocidad de 100 millas (160 km). El mar embestía desde todas las direcciones pese a que los problemas de verdad parecían venir de estribor.

El barco de vapor Harold divisó el barco y rescató a toda su tripulación excepto al capitán E. E. Walls, quien optó por quedarse ordenando "Advertídselo a los propietarios". En aquel momento, el Holliswood estaba gravemente dañado, con el casco destruido y el timón arrancado. La tripulación aparentemente avisó al capitán de que el barco no se mantendría a flote más de cinco horas, aunque este hizo caso omiso. Tras el rescate de la tripulación, Walls luchó contra la tormenta durante muchos días sin comer ni beber agua dulce. El 20 de octubre, el Parkwood rescató a Walls inconsciente, pero vivo. Una vez a bordo recobró la consciencia y, según se dice en medio de un episodio de delirio, pidió ser vuelto al Holliswood. Finalmente, el capitán del Parkwood aceptó remolcar el barco a la costa.

### Sur de Florida

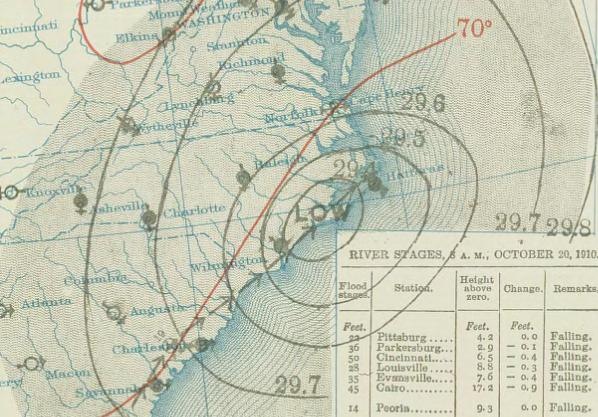
Mapa del tiempo de la tormenta el 20 de octubre.

En Cayo Hueso, las presiones empezaron a caer en la medianoche del 12 de octubre mientras la tormenta se acercaba desde el suroeste. A última hora del 13 de octubre, empezaron a caer fuertes lluvias, y los vientos empezaron a aumentar, llegando a los 80 km/h el 14 de octubre. Las ráfagas llegaron a los 180 km/h y la marejada ciclónica a los 4,6 m; la mar de fondo en la zona fue "particularmente alta". Se destruyeron muchos muelles, y el 17 de octubre, el sótano de la oficina del Servicio Meteorológico Nacional se inundó. Antes de que el pluviómetro se precipitara al mar se registraron unos 98 mm de precipitación. El daño en los Cayos de la Florida fue moderado, aproximándose a valores en torno a los 250.000 dólares de la época. El daño material se limitó generalmente a estructuras a lo largo de la costa.
Mientras la tormenta avanzaba hacia el oeste, Tampa y las localidades próximas empezaron a experimentar los efectos. Los fuertes vientos desde el nordeste hicieron bajar el agua de la bahía de Tampa al nivel más bajo nunca registrado hasta entonces. El barómetro cayó a 961 hPa, y las olas extremadamente altas golpeaban la costa desde Flamingo hasta el cabo Romano. Las olas avanzaron hacia el interior, forzando a los supervivientes a subirse a los árboles. Al norte de Tampa, los efectos del huracán fueran moderados o ligeros, mientras que en la parte suroeste del estado, los daños aumentaron. Parte de la cosecha local de cítricos se malogró. El daño material fue extenso desde Tampa hasta Jacksonville y todavía más al sur. Los fuertes vientos rompieron los techos de las casas y sacudieron algunas estructuras arrancándolas de los cimientos.
Siete hombres perdieron la vida en el naufragio de unas cuantas goletas cubanas en Punta Gorda. Cerca de allí, un hombre y un bebé se ahogaron como resultado de la intensidad de tormenta, y otro moría mientras intentaba cruzar un río inundado. Un barco de vapor francés, el Louisiane, encalló con 600 pasajeros; todos ellos fueron rescatados por otra embarcación.

### Nordeste de Florida y sur de los Estados Unidos
El daño en la costa atlántica fue menos grave, aunque en Jupiter, la oficina meteorológica informó:

(...) las precipitaciones en este punto fueron más dañinas que el viento. Había llovido todos los días desde el 3 hasta el 13, con un total de 5,96 pulgadas (151 mm), y los riachuelos ya estaban llenos de agua cuando comenzó la primera tormenta. Desde el día 14 hasta el 18 cayeron en total 14,27 pulgadas (360 mm) más. Los ríos aumentaron unos 8 pies (2,4 metros) sobre el nivel normal en marea alta, cosa que, en un condado llano como este, inundó prácticamente toda tierra bajo agua, desde 1 pie (0,3 m) hasta 8 pies (2,4 m). Afortunadamente el mar se mantuvo bajo y comparativamente calmado, de manera que fue posible abrir la ensenada y evacuar el agua.

La tormenta arrancó un gran número de pinos cerca de la ciudad de Jupiter. Un hombre cerca de Lemon City murió por la caída de un árbol. Pequeñas embarcaciones, los muelles y los cobertizos sufrieron daños, pero finalmente los efectos de la tormenta sobre la costa este fueron más moderados comparados con otras áreas. Partes del Florida East Coast Railway quedaron destrozadas, y las reparaciones fueron costosas. Una goleta estadounidense embarrancó en Boca Ratón y murieron tres tripulantes, quedando el resto de la tripulación abandonada 12 horas hasta que les llegó la ayuda. Los presupuestos del impacto del ciclón en las cosechas de cítricos varían ampliamente.
En su camino hacia el mar, la tormenta pasó justo al oeste de Jacksonville. Aunque causó muy pocos daños en el interior y los alrededores de la ciudad, los persistentes vientos provocaron desbordamientos en las áreas costeras. El norte de Georgia y de Carolina del Sur sufrieron inundaciones menores, aunque, inicialmente, las interrupciones de las comunicaciones entre ciudades condujeron a informes exagerados de daños en aquellos estados. A principios del 18 de octubre, una ligera precipitación empezó a caer en Savannah mientras los vientos se recuperaban. El 19 de octubre, los vientos habían llegado a 112 km/h. Aun así, se dijo que los peores daños sobre la ciudad llegaron como resultado de las pleamares más que por los intensos vientos. Algunos ríos excedieron sus caudales, sumergiendo tierras de cultivo circundantes. Charleston, en Carolina del Sur, registró daños menores.